# Grb Občine Rogatec
Grb Občine Rogatec je upodobljen na ščitu sanitske oblike, katerega osnova je grb Rogatca iz leta 1535. Takratni deželni knez, kralj Ferdinand I., je z listino, izdano 6. februarja na Dunaju, podelil trgu Rogatec trški grb. 

## Opis
V rdečem polju je na zelenih upodobljena srebrna enonadstropna rondela z obokanim odprtim vhodom, ki ima dvignjeno zlato zaporno rešetko s tremi vertikalnimi stebriči. Sredina stene v nadstropju ima nad vhodom pravokotno pokončno okno, desno in levo nad njo pa po eno strelno lino. Nadstropje se zgoraj zaključuje v zidni konzolni venec s štirimi cina izza katerih se dviga stožčasta rdeča streha z zlato kroglo na konici. Desne in leve strani pritličja se dotikata po ena, okroglemu stolpiču podobna stražnica, od katerih ima vsaka v steni pod napuščem stožčaste rdeče strehe po eno strelno lino. Ščit ima zlati rob.
Zgodovinarji menijo, da grb predstavlja mestno obzidje z mestnimi vrati in obrambnimi stolpi, ki naj bi se nahajal na zunanji strani spodnjih vhodnih vrat v trgu. V letih 1377 in 1436 je bil Rogatec namreč omenjen v zgodovinskih virih kot mesto Celjskih grofov. Takrat je bil obdan z obzidjem in zavarovan z dvema utrdbama, to sta gradova Gornji Rogatec in Strmol.